# Trailblazer Project
Pour les articles homonymes, voir Trailblazer.
Le Trailblazer ou Trailblazer Project était un programme d'écoute électronique lancé à la fin des années 1990 par la National Security Agency (NSA) dans le but de mettre au point un système d'analyse des flux de données transitant par les réseaux, tel Internet. Son but premier était de suivre les organisations et les personnes qui avaient recours à des méthodes de communications courantes, tels le courriel et le téléphone mobile. Il a été annulé au début des années 2010 pour des motifs administratifs et en raison d'une opposition plus explicite de la Maison-Blanche,.
J. Kirk Wiebe, William Binney et Ed Loomis, salariés de la NSA, ainsi que Diane Roark, salariée du parti républicain auprès de l'United States House Permanent Select Committee on Intelligence, ont déposé plainte auprès du Defense Department Inspector General (IG) à propos des gaspillages de fonds, des fraudes et des abus du programme, en signalant qu'un prototype fonctionnel était déjà utilisé. L'IG a accepté la plainte et une enquête a été lancée, s'arrêtant à la mi-2005 lorsque les conclusions furent publiées. L'essentiel en est resté secret, puisque le rapport public a été largement expurgé (90 % du texte étant masqué), alors que le rapport original est hautement classifié, ce qui interdit sa consultation par la grande majorité de la population.
Plus tard, des agents armés du Federal Bureau of Investigation (FBI) ont investi les résidences des plaignants. Le gouvernement fédéral américain a menacé de tous les poursuivre, mais il a seulement porté des accusations contre un cadre senior de la NSA, Thomas Drake, qui avait rapporté en interne les problèmes et avait aussi échangé avec un journaliste. Drake a été accusé plus tard d'avoir violé des clauses de l'Espionage Act of 1917 ; ses défenseurs ont répliqué qu'il s'agissait de représailles,. Les accusations ont été abandonnées en contrepartie d'un aveu de culpabilité pour abus d'utilisation des systèmes informatiques de la NSA, crime défini par la Computer Fraud and Abuse Act ; la conseillère légale de Drake, Jesselyn Radack, a qualifié les agissements de son client d'« acte de désobéissance civile »,.

## Contexte
Le Trailblazer project a été préféré à ThinThread, un programme semblable moins coûteux et conçu pour respecter la vie privée des citoyens américains,. Ce projet a par la suite été relié au NSA warrantless surveillance (2001–07) et au programme de surveillance électronique de la NSA.
En 2002, la NSA choisit un consortium chapeauté par Science Applications International Corporation (SAIC) pour développer une plateforme de démonstration au coût de 280 millions US$. Parmi les participants se trouvent Boeing, Computer Sciences Corporation et Booz Allen Hamilton. Le projet est supervisé par le directeur adjoint William B. Black, Jr. (en), un salarié de la NSA qui avait quitté l'agence pour rejoindre SAIC puis avait été réembauché par le directeur de la NSA Michael Hayden en 2000,,. SAIC avait aussi embauché un ancien directeur de la NSA, Bobby Ray Inman. SAIC a aussi participé à la définition du concept du Trailblazer Project,.
L' Inspector General de la NSA a publié un rapport sur Trailblazer où il est « mentionné une augmentation indue des coûts contractuels, un manque de conformité dans la supervision de l'énoncé des travaux et des taux salariaux excessifs pour le personnel contractuel »,. En 2004, le rapport de l'Inspector General du DoD critique le programme. Il indique que « la NSA a rejeté des solutions aux besoins urgents de la sécurité nationale », et que « TRAILBLAZER a été mené de manière déficiente et a coûté beaucoup trop cher ». Plusieurs sous-traitants du projet ont craint de collaborer à l'audit du DoD à cause de « représailles de la part des gestionnaires ». Le directeur de la NSA a rejeté plusieurs conclusions de l'audit et le rapport discute de ces désaccords.
En 2005, le directeur de la NSA Michael Hayden a déclaré devant une commission sénatoriale que Trailblazer avait dépassé son budget de plusieurs centaines de millions et était en retard de plusieurs années sur sa planification. Le programme a été arrêté en 2006 après avoir coûté plusieurs milliards de dollars américains. Plusieurs sources anonymes ont plus tard déclaré au magazine Newsweek que le projet était un « échec coûteux »,.
Turbulence, lancé vers 2005, a remplacé Trailblazer.

## Mise au jour
Selon un article du New Yorker de 2011, plusieurs employés de la NSA ont rencontré Diane Roark, salariée du parti républicain auprès de l'United States House Permanent Select Committee on Intelligence, dans les premiers jours du projet. Ils ont exprimé leurs doléances contre Trailblazer Project. Michael Hayden a répliqué en envoyant un mémo aux employés de la NSA : « des individus, lors d'échanges avec notre superviseur du Congrès [des États-Unis], ont adopté une position directement opposée à celle que nous avons décidé de suivre à la suite d'une décision corporative ... Les actions contraires à nos décisions ont un impact négatif et conséquent sur nos efforts pour transformer la N.S.A., ce que je ne peux tolérer,. »
En septembre 2002, plusieurs personnes se sont plaintes auprès du Defense Department Inspector General (IG du DoD) sur les problèmes de Trailblazer. Il s'agit de Diane Roark, l'ancien analyste senior de la NSA Bill Binney, Kirk Wiebe et l'analyste de systèmes informatiques senior Ed Loomis (qui a quitté l'agence à la suite de soucis sur sa gestion déficiente dans les opérations d'acquisitions et de prétendus activités d'espionnage illégales contre des citoyens américains),,. L'un des plaignants les plus en vue est Thomas Drake à cause de sa position hiérarchique à l'agence. Il s'était plaint à ses supérieurs de problèmes de la NSA et jugeait que ThinThread était supérieur à Trailblazer pour la protection de la vie privée. Drake a transmis des informations au DoD pendant son enquête sur Trailblazer. Roark a aussi transmis ses inquiétudes à son supérieur Porter Goss, mais il a rejeté les accusations. Elle a aussi tenté de communiquer avec William Rehnquist, alors juge de la Cour Suprême des États-Unis. La supérieure de Drake, Maureen Baginski, troisième dans la hiérarchie de la NSA, a quitté l'agence entre autres parce qu'elle n'appréciait pas que la hiérarchie appuie Trailblazer.
En 2003, l'IG de la NSA (pas l'IG du DoD) a déclaré que Trailblazer était un échec coûteux. À ce moment, le projet avait coûté plus de 1 milliard de dollars,,.
En 2005, l'IG du DoD a produit un rapport à la suite de ses enquêtes sur les plaintes de Roark et des autres lanceurs d'alerte. Ce rapport n'a pas été rendu public, mais a été décrit comme très négatif envers le Trailblazer Project. Mayer a écrit qu'il a hâté la fin du programme, qui était aussi scruté par le Congrès des États-Unis à cause des dépassements de coût.
En novembre 2005, Thomas Drake a pris contact avec la journaliste Siobhan Gorman, qui travaillait pour The Baltimore Sun,,. Gorman a rapporté plusieurs problèmes de la NSA, y compris Trailblazer. Cette série d'articles lui a valu une récompense de la Society of Professional Journalists.
En 2005, le président George W. Bush a ordonné au FBI de trouver qui avait transmis des informations sur le programme de surveillance électronique de la NSA et sa divulgation au journal The New York Times. Le FBI a éventuellement remonté jusqu'aux personnes qui s'étaient plaintes auprès de l'IG du DoD en 2002, même si elles n'avaient aucun lien avec les journalistes du New York Times. En 2007, des agents armés du FBI ont fait des descentes aux résidences de Roark, Binney et Wiebe. Selon Mayer, Binney a déclaré que des agents ont menacé d'une arme sa femme et lui-même. Ça lui a rappelé l'Union soviétique,. Aucun des trois n'a été accusé. En novembre 2007, des agents du FBI ont fait une descente dans la maison de Drake. Ses ordinateurs, des documents et des livres ont été saisis.
En 2010, le département de la Justice des États-Unis accuse Drake d'obstruction à la justice, d'avoir fourni de fausses informations et de violation de l'Espionage Act of 1917,,. Le FBI a demandé à Roark de témoigner contre Drake, mais elle a refusé. Il a proposé la même entente à Drake, qui a aussi refusé. En juin 2011, les dix charges contre Drake ont été abandonnées, il a en contre-partie fait un aveu de culpabilité pour abus d'utilisation des systèmes informatiques de la NSA, crime couvert par la Computer Fraud and Abuse Act.

### Citations originales
1. ↑  act of civil disobedience
2. ↑  discussed improperly based contract cost increases, non-conformance in the management of the Statement of Work, and excessive labor rates for contractor personnel
3. ↑  NSA 'disregarded solutions to urgent national security needs'
4. ↑  TRAILBLAZER was poorly executed and overly expensive
5. ↑  management reprisal
6. ↑  wasteful failure
7. ↑  individuals, in a session with our congressional overseers, took a position in direct opposition to one that we had corporately decided to follow ... Actions contrary to our decisions will have a serious adverse effect on our efforts to transform N.S.A., and I cannot tolerate them.